# El esqueleto de la señora Morales
El esqueleto de la señora Morales es una película de comedia negra y suspenso psicológico mexicana de 1960, dirigida por Rogelio A. Gonzálezy protagonizada por Arturo de Córdova y Amparo Rivelles. Basándose en The Islington Mystery, un cuento del escritor Arthur Machen, la historia sigue la miserable vida de un matrimonio disfuncional en continúa disputa por sus diferentes creencias, gustos y personalidades, lo que lleva a uno de los miembros a cometer un acto desesperado para acabar con los problemas y llevar una vida tranquila.

## Argumento
Pablo Morales, es un taxidermista esencialmente optimista, ama a los niños, añora tener hijos y un hogar luminoso, pero enfrenta el fanatismo y la amargura de Gloria, su hermosa mujer, que vive amargada, obsesionada, fanatizada y acomplejada por un defecto en la rodilla. Ambos viven en una casa tenebrosa y obscura, en un ambiente lúgubre y ominoso, magnificado por el carácter de Gloria y sus amistades, que agobian  a Pablo y acaban por convertir la vida de ambos en un verdadero infierno.
Debido al trabajo de Pablo, a Gloria le da asco la carne y no tolera ver a su esposo comerla, por lo que es notable la escena donde Pablo le pide a escondidas a la sirvienta un trozo de carne «de este grueso», señalando con los dedos índice y pulgar el grosor del filete.
Gloria tampoco permite que Pablo tenga acceso a su intimidad y, pese a que el cuerpo de esta lo vuelve loco, la negativa nunca se hace esperar. Hay una escena donde Pablo elogia la belleza de Gloria y la firmeza de su cuerpo, pero sus avances románticos son detenidos cuando Gloria le indica que se «lave las manos y se ponga alcohol», como señal del asco que le da su profesión.
Gloria se distingue por aparentar frente a la sociedad una piedad y una caridad religiosa que la hace ser muy apreciada entre sus amistades devotas y pías y el siempre antipático y entrometido padre Artemio Familiar. Es en este punto donde la película comienza a escalar fílmicamente, pues da inicio a un duelo de personalidad entre el padre Familiar y Pablo. Este último cuestiona a Gloria y al mismo padre Familiar que su esposa quiera proporcionar más caridad que el resto del grupo, lo que Pablo califica como pecado de soberbia; el padre Familiar, forzado por el peso del argumento, se ve obligado a coincidir con el esposo de Gloria.
Pablo es además hostigado por el matrimonio formado por Clara, la hermana de Gloria, y Elodio, el bronco concuño. Esto llega a un extremo cuando Gloria se lastima a sí misma para culpar a Pablo de haberla golpeado.
Las cosas se precipitan cuando Pablo decide matar a su mujer, recordando una conversación que había tenido con sus amigos acerca del crimen perfecto. Él había asegurado que una persona puede cometer el crimen perfecto si después es juzgada y absuelta, evitando así sentir la culpa que de otra manera la pondría en evidencia.
Pablo lleva adelante sus planes y termina con la vida de Gloria, envenenándola, y después de cometer el asesinato, exhibe en un aparador un esqueleto con un defecto en la rodilla que hace sospechar a todos de Pablo como el asesino, por lo que es arrestado y juzgado. Pese a la vigorosa acusación del padre Familiar y del grupo de amigos de Gloria, es absuelto debido a que el registro médico de Gloria mostraba que su deformación no era ósea.
Ya libre, Pablo se confiesa con el padre Familiar, y en secreto de confesión admite haber asesinado a Gloria. Cuando el padre Familiar amenaza con denunciarlo ante las autoridades por el crimen, Pablo le réplica que no puede ser juzgado dos veces por el mismo crimen y, además, lo revelado se había dicho en secreto de confesión. Finalmente la victoria no duro mucho tiempo, pues Pablo y los amigos de Gloria mueren al tomar por error de la bebida envenenada, como símbolo de que su asesinato no podía quedar impune.

## Reparto
- Arturo de Córdova como Dr. Pablo Morales
- Amparo Rivelles como Gloria Morales
- Elda Peralta como señorita Castro
- Guillermo Orea como profesor de historia
- Rosenda Monteros como Meche, la sirvienta de Pablo y Gloria
- Luis Aragón como Elodio el cuñado
- Mercedes Pascual como Lourditas Mendiolea
- Antonio Bravo como Padre Artemio Familiar
- Angelines Fernández como Clara, hermana de Gloria
- Armando Arreola como don Amado
- Paz Villegas como la otra Sra. Mendiolea
- Roberto Meyer como historiador
- Pepita González como amiga de Gloria, testigo contra Pablo
- León Barroso como Dr. Quiñones

### Sin acreditar
- Manuel Alvarado como cantinero
- Humberto Dupeyrón como niño
- Armando Gutiérrez como maestro
- Roger López como abogado defensor
- Jorge Mondragón como fiscal
- Mario Sevilla como juez

## Recepción

### Crítica
El esqueleto de la señora Morales ocupa el lugar 19 en la lista de las 100 mejores películas del cine mexicano,  publicada en julio de 1994 por la revista Somos.